# Улица Липинского (Чернигов)
Улица Липинского (укр. Вулиця Липинського) — улица в Деснянском районе города Чернигова, исторически сложившаяся местность (район) Бобровица. Пролегает от улицы Малиновского до безымянного проезда. 
Примыкают улицы Песчаная.

## История
Солнечная улица проложена после 1999 года — после включения участка незастроенного поля Ульяновского сельсовета в черту города Чернигова. Переименована для упорядочивания названий улиц, поскольку в Чернигове уже была улица с данным названием в районе Старой Подусовки. 1 ноября 2006 года улица получила современное название — в честь украинского историка польского происхождения Вячеслава Казимировича Липинского, согласно Решению Черниговского городского совета (городской глава А. В. Соколов) 9 сессии 5 созыва «Про переименование улиц города» («Про перейменування вулиць міста»).

## Застройка
Улица пролегает в северо-восточном направлении — параллельно улицам Романа Бжеского и 50 лет Победы. Улица расположена в пойме реки Десна. Парная и непарная стороны улицы заняты усадебной застройкой.
Учреждения: нет.